# Фларххайм
Фларххайм (нем. Flarchheim) — община в Германии, в земле Тюрингия. 
Входит в состав района Унструт-Хайних. Подчиняется управлению Унструт-Хайних.  Население составляет 445 человек (на 31 декабря 2010 года). Занимает площадь 11,87 км².